# 華利·皮普
華特·克萊門特·皮普（英語：Walter Clement Pipp，1893年2月17日—1965年1月11日），為美國職棒大聯盟的一壘手，生涯15年效力過老虎、洋基及紅人。
1913年，皮普在老虎隊出賽12場比賽。1914年都待在小聯盟。1915年被洋基買下，當時和法蘭克·貝克成為洋基隊上的全壘打王。是幫助洋基在1921年到1923年間拿下3次美聯冠軍的功臣之一。
皮普是當時死球年代少數的強打者。他最廣為人知的就是在1925年被洋基移出先發名單，遞補給當時的新秀盧·賈里格，開啟了賈里格的連續2,130場出賽紀錄。

## 職業生涯

### 生涯早期
1912年，皮普在小聯盟出賽68場，打擊率2成70。底特律老虎隊看見了他的潛力，在球季末將他簽下來。
1913年6月29日，20歲的皮普登上大聯盟。出賽12場，打擊率1成61。隔年被下放至小聯盟磨練。不過他在小聯盟出賽僅14場就發生7次失誤，打擊率僅2成20。

### 紐約洋基
1915年，洋基老闆想簽下一些潛力新秀，其中包含皮普。1915年2月4日，老虎將皮普和外野手Hugh High交易至洋基，得到5,000美元(今120,954美元)。
皮普加入洋基後，直接成為先發一壘手。1916年，洋基再交易來法蘭克·貝克，組成洋基的中心打線。1916年和1917年，皮普以12支和9支全壘打，連續2年拿下全壘打王。
1918年，皮普僅擊出2轟，但是打擊率3成04。1918年球季後期，皮普加入美軍服役。1919年，皮普打擊率為2成75，擊出7轟。1919年，洋基再度增強他們的陣容，獲得了貝比·魯斯、鮑勃·穆塞爾、Joe Dugan。1920年到1924年間，皮普的平均打擊率為3成01。1920年，洋基戰績衝上了美聯第二，僅次於印地安人。皮普更是成為了球隊的第四棒，就連魯斯還只能擔任第三棒而已。1921年，皮普打擊率為2成96。洋基首度闖入世界大賽，但是3勝5敗不敵巨人。
1922年，皮普的打擊率為3成26。洋基連續2年闖入世界大賽，但是這次遭到巨人橫掃淘汰。這年，皮普在哥倫比亞大學發掘了盧·賈里格的天賦。洋基總教練米勒·哈金斯也在隔年簽下了賈里格。1923年球季末，皮普在搭火車時不慎扭傷右腳踝。賈里格也因此有了替補登板的機會。不過皮普復原快速，趕上了該年的世界大賽。洋基終於在這年打敗了巨人，拿下隊史首冠。1924年，洋基拿下美聯第二。皮普的114分打點與19支三壘安打為美聯最多。

#### 1925年：洋基陣容大改組
1925年，哈金斯開始讓一些新秀取代老將的位置，先是游擊手艾佛瑞特·史考特被新秀Pee Wee Wanninger取代，中止了Scott連續1,307場出賽的大聯盟紀錄。使得洋基的戰績差強人意，開季15勝26敗，僅在美聯拿下倒數第二。但是哈金斯並沒有改變他的做法，他甚至在面對聯盟第一的參議員隊比賽前，讓二壘手Aaron Ward和捕手Wally Schang坐板凳。皮普的打擊率為2成44，擊出3轟。最終也是逃不過坐板凳。
被拔掉先發位置的皮普感到很不是滋味，哈金斯當時還對皮普說，賈里格只是上去一天，隔天你還是會再度上場。結果賈里格表現愈來愈好，成為了球隊固定先發一壘手。
根據1942年的電影洋基的驕傲，皮普會被拔除先發位置是因為他有複視(眼睛看到雙重影像)的問題。1953年，皮普在紐約時報受訪時提到：他是因為在進行打擊練習時被投手投出的球擊中頭部受傷。但是後來發現這件是發生已經是皮普坐板凳一個月後的事了。

### 生涯後期
1925年球季結束後，哈金斯決定將皮普賣掉。他將皮普放進讓渡名單，最後被紅人隊選走。紅人在他們的當家一壘手Jake Daubert因病過世後就沒有接班人選，加上拒絕用中外野手向巨人交易比爾·泰瑞，因此挑選了皮普。
1926年，皮普的打擊率為2成91。1927年與1928年，他的打擊率分別為2成60和2成83。
由於同時有另一名一壘手喬治·凱利在球隊上，紅人在1929年釋出皮普。該年他在國際聯盟打球。繳出3成12的打擊率後選擇退休。
皮普是洋基隊第一位全壘打王，226支犧牲打至今仍是洋基隊史紀錄。

## 個人生活
皮普有3個兒子和一個女兒，哥哥是一名神父及高爾夫球手。
1949年，皮普家族搬至密西根州的蘭辛。1963年9月，由於中風的緣故，皮普搬到大急流城休養。1965年1月11日，71歲的皮普去世。

## 外部連結
- 球員資訊和成績在MLB，ESPN，Baseball-Reference，Fangraphs，The Baseball Cube（英文）